# Hrabstwo St. Joseph (Michigan)
Hrabstwo St. Joseph (ang. St. Joseph County, Saint Joseph County) – hrabstwo w stanie Michigan w Stanach Zjednoczonych. Obszar całkowity hrabstwa obejmuje powierzchnię 521,15 mil2 (1 349,79 km²). Według danych z 2010 r. hrabstwo miało 61 295 mieszkańców. Hrabstwo powstało w 1829 roku, a jego nazwa pochodzi od patrona Nowej Francji - św. Józefa.

## Sąsiednie hrabstwa
- Hrabstwo Kalamazoo (północ)
- Hrabstwo Calhoun (północny wschód)
- Hrabstwo Branch (wschód)
- Hrabstwo LaGrange (Indiana) (południe)
- Hrabstwo Elkhart (Indiana) (południowy zachód)
- Hrabstwo Cass (zachód)
- Hrabstwo Van Buren (północny zachód)

## Miasta i miejscowości
- Sturgis
- Three Rivers

## Wioski
- Burr Oak
- Centreville
- Colon
- Constantine
- Mendon
- White Pigeon